# Martin Uldal
Martin Uldal (* 23. května 2001 Kristiansand) je norský biatlonista.
Biatlonu se věnuje od roku 2009. Ve světovém poháru v biatlonu debutoval v březnu 2022 v Oslu, kde ve sprintu dojel na 20. místě.
Ve své dosavadní kariéře vyhrál jeden individuální závod, když ovládl sprint v Annecy v prosinci 2024.
Na nižším okruhu v IBU Cupu vyhrál šest individuálních a jeden kolektivní závod.

## Výsledky

### Olympijské hry a mistrovství světa
| Sezóna  | Akce | Místo       | SP | SZ  | HZ  | IZ  | ŠT | SŠT | SZD | Věk    |
| ------- | ---- | ----------- | -- | --- | --- | --- | -- | --- | --- | ------ |
| 2024/25 | MS   | Lenzerheide | 6. | 12. | 21. | 43. | –  | –   | –   | 24 let |

### Mistrovství Evropy
| Sezóna  | A  | Místo          | SP  | SZ | IZ  | SŠT | Věk    |
| ------- | -- | -------------- | --- | -- | --- | --- | ------ |
| 2022/23 | ME | Lenzerheide    | 29. | 9. | 17. | –   | 21 let |
| 2023/24 | ME | Brezno‑Osrblie | 8.  | 8. | 3.  | –   | 22 let |

## Vítězství v závodech světového poháru a na mistrovství světa

### Individuální
| Č. | sezóna    | datum             | místo           | disciplína |
| -- | --------- | ----------------- | --------------- | ---------- |
| 1. | 2024/2025 | 19. prosince 2024 | Annecy, Francie | sprint     |